# Laurence de Cambronne
Laurence de Cambronne (Casablanca, 1 mei 1951) is een Franse journalist. 
De Cambronne werkte  van 1972 tot en met 1983 als journalist voor het Franse blad  Paris Match. Vervolgens was zij eerst als journalist en later als hoofdredacteur verbonden aan het Franse tijdschrift ELLE. 
De Cambronne was met de Franse journalist en televisiemaker Marc Gilbert getrouwd. Na zijn dood hertrouwde zij met de journalist Fabien Roland-Lévy, verbonden aan de Franse kranten Libération en Le Point.

## Boeken
- Le Danger de naître, met Claude Vlier, Plon, 1978
- Votre Premier Mois avec bébé, Robert Laffont - Paperback, 1998
- Les Petits Agendas rouges, Plon, 2004 (in samenwerking met Antoine Silber)